# Alexander Wladimirowitsch Kassjanow
Alexander Wladimirowitsch Kassjanow (russisch Александр Владимирович Касьянов, englische Transkription Aleksandr Vladimirovich Kasyanov, bei der IBSF fälschlicherweise Alexander Kasjanov; * 30. September 1983 in Bratsk) ist ein russischer Bobpilot und ehemaliger Rennrodler.

## Werdegang
Alexander Kassjanow war zunächst als Rennrodler (Einsitzer) aktiv und startete in der Saison 2003/04 erstmals im Weltcup, wo er als beste Saisonplatzierungen zwei 17. Ränge erreichte und im Gesamtweltcup 21. wurde. In den Wintern darauf konnte er seine Resultate nicht verbessern und er wechselte 2006 zum Bobsport.
In den folgenden Jahren nahm Kassjanow hauptsächlich am Bob-Europacup teil. Sein bestes Ergebnis bei Juniorenweltmeisterschaften war die Bronzemedaille im Zweier 2008 in Igls gemeinsam mit Sergei Prudnikow. Im Januar 2009 gab er in Königssee sein Debüt im Weltcup. Nach durchweg guten Ergebnissen im Bob-Europacup 2009/10 startete er in der Folgesaison erstmals ausschließlich im Weltcup und erreichte dort in den Gesamtwertungen Rang 9 im Zweier und Rang 5 im Vierer. Bei der Europameisterschaft verpasste er als Vierter im Viererbob nur knapp eine Medaille. In der Saison 2011/12 erreichte Kasjanow seine ersten Podestplatzierungen im Weltcup: einen dritten Rang im Teamwettbewerb von Igls und einen zweiten Platz im Vierer in Whistler. In der Vierer-Gesamtwertung wurde er Vierter.
Auch in den folgenden beiden Wintern belegte Kassjanow vereinzelt Podestplätze im Viererbob-Weltcup und wurde im Gesamtklassement sowohl 2012/13 als auch 2013/14 Achter. Er nahm außerdem an den Olympischen Spielen von Sotschi teil, wo er im Zweier- und Viererbob jeweils den vierten Platz belegte und in beiden Fällen die Bronzemedaille nur um 0,03 Sekunden verpasste. Diese Erfolge wurden ihm vom IOC wegen Doping nachträglich wieder aberkannt.
Die Saison 2014/15 wurde seine bisher erfolgreichste im Weltcup mit drei zweiten Plätzen im Vierer und dem ebenfalls zweiten Rang in der Gesamtwertung. Er gewann dabei Silber bei der Europameisterschaft in La Plagne und beendete die Saison mit der Bronzemedaille im Teamwettbewerb der Bob-Weltmeisterschaft 2015 in Winterberg. Im Bob-Weltcup 2015/16 fuhr er bei der vierten Saisonstation in Lake Placid als Zweiter im Viererbob auf das Podest und feierte eine Woche später in Park City seinen ersten Weltcupsieg. In Whistler erreichte er zudem als Dritter seine beiden ersten Weltcup-Podestplatzierung im kleinen Schlitten, wobei er im ersten Rennen nur eine Hundertstelsekunde hinter den zeitgleich siegreichen Piloten Rico Peter und Won Yun-jong und ebenso knapp vor dem Viertplatzierten Uģis Žaļims lag.
Wegen Doping bei den Olympischen Spielen in Sotschi wurde er am 29. November 2017 von den Olympischen Spielen auf Lebenszeit ausgeschlossen. Der Bob- und Skeleton-Weltverband sperrte ihn für zwei Jahre und erkannte ihm alle Wettkampfergebnisse seit dem 14. Februar 2014 ab.
Alexander Kasjanow lebt in Bratsk und ist mit der Rennrodlerin Wiktorija Kneib verheiratet, deren älterer Bruder Wiktor Kneib ebenfalls als Rennrodler aktiv war.